# آرمن یغیازاریان (سیاستمدار، زاده ۱۹۵۱ میلادی)
آرمن بنیامینی یغیازاریان (Արմեն Բենիամինի Եղիազարյան؛ زادهٔ ۱۴ نوامبر ۱۹۵۱) یک اقتصاددان و سیاستمدار اهل ارمنستان است که از تاریخ ۱۹۹۵ تا تاریخ ۱۹۹۹ سمت نمایندگی دوره اول مجلس ملی جمهوری ارمنستان را برعهده داشت.

## زندگی‌نامه
در 	۱۴ نوامبر ۱۹۵۱ در ایروان به دنیا آمد و از دانشگاه دولتی ایروان فارغ‌التحصیل شد. 